# Arquidiocese de Tucumã
A Arquidiocese de Tucumã (em latim:  Archidiœcesis Tucumanensis) é uma jurisdição eclesiástica da Igreja católica na Argentina, foi criada como diocese em 15 de fevereiro de 1897 e elevada a arquidiocese em 11 de fevereiro de 1957. Desde o ano 2017 seu arcebispo é Carlos Alberto Sánchez.
Compreende na província de Tucumã os departamentos de Burruyacú, Capital, Cruz Alta, Famaillá, Leais (só a paróquia de Bela Vista), Lules, Tafí do Vale (só a paróquia de Tafí do Vale), Tafí Velho, Trancas e Yerba Boa.

## História
A Diocese de Tucumã foi erigida em 15 de fevereiro de 1897 pela bula In Petri Cathedra do Papa Leão XIII, com território desmembrado da Diocese de Salta (hoje arquidiocese). Ela foi originalmente uma sufragânea da Arquidiocese de Buenos Aires.
Em 20 de abril de 1934, tornou-se parte da província eclesiástica da Arquidiocese de Santa Fé (agora da Arquidiocese de Santa Fe de la Vera Cruz).
Em 11 de fevereiro de 1957, foi elevada à categoria de arquidiocese metropolitana com a bula Quandoquidem adoranda do Papa Pio XII. Em 12 de agosto de 1963, ele cedeu uma parte de seu território para a criação da diocese de Concepción.
Em 8 de setembro de 1969, cedeu outra parte de seu território para a criação da Prelazia Territorial de Cafayate.

## Bispos e arcebispos
|                     | Nome                      | Período    | Notas                                       |
| Arcebispos          | Arcebispos                | Arcebispos | Arcebispos                                  |
| ------------------- | ------------------------- | ---------- | ------------------------------------------- |
| 7º                  | Carlos Alberto Sánchez    | 2017-Atual |                                             |
| 6º                  | Alfredo Horacio Zecca     | 2011-2017  |                                             |
| 5º                  | Luis Héctor Villalba      | 1999-2011  |                                             |
| 4º                  | Raúl Arsenio Casado       | 1994-1999  |                                             |
| 3º                  | Horacio Alberto Bózzoli   | 1983-1993  |                                             |
| 2º                  | Blas Victorio Conrero     | 1968-1982  |                                             |
| 1º                  | Juan Carlos Aramburu      | 1957-1967  | Nomeado Arcebispo-coadjutor de Buenos Aires |
| Arcebispo-coadjutor |                           |            |                                             |
|                     | Carlos José Ñáñez         | 1995-1998  | Nomeado Arcebispo-coadjutor de Córdoba      |
| Bispos-auxiliares   |                           |            |                                             |
|                     | Roberto Ferrari           | 2020-atual |                                             |
|                     | Juan Carlos Aramburu      | 1946-1953  | Elevado a Bispo                             |
|                     | Carlos Echenique Altamira | 1914-1922  |                                             |
|                     | Barnabé Piedrabuena       | 1907-1910  | Nomeado Bispo de Catamarca                  |
| Bispos              |                           |            |                                             |
| 4º                  | Juan Carlos Aramburu      | 1953-1957  |                                             |
| 3º                  | Agustín Barrere           | 1930-1952  |                                             |
| 2º                  | Barnabé Piedrabuena       | 1923-1928  |                                             |
| 1º                  | Pablo Padilla e Bárcena   | 1898-1921  |                                             |